# 2012 European Black Album Tour
2012 European Black Album Tour (também chamada de: The Metallica Vacation Tour 2012) é uma turnê da banda americana de Thrash metal Metallica. O Black Album, lançado em Agosto de 1991 será tocado integralmente. A banda confirmou que a turnê celebrará o vigésimo aniversário do álbum. A turnê cabeçará vários festivais europeus.

## Datas
| Data                | Cidade            | País             | Local                 |
| ------------------- | ----------------- | ---------------- | --------------------- |
| 7 de Maio de 2012   | Praga             | República Tcheca | Synot Tip Arena       |
| 8 de Maio de 2012   | Belgrade          | Sérvia           | Ušće Park             |
| 10 de Maio de 2012  | Warsaw            | Polônia          | Sonisphere Festival   |
| 12 de Maio de 2012  | Paris             | França           | Stade de France       |
| 13 de Maio de 2012  | Udine             | Itália           | Stadio Friuli         |
| 23 de Maio de 2012  | Oslo              | Noruega          | Valle Hovin           |
| 25 de Maio de 2012  | Lisboa            | Portugal         | Rock in Rio           |
| 26 de Maio de 2012  | Madrid            | Espanha          | Sonisphere Festival   |
| 28 de Maio de 2012  | Werchter          | Bélgica          | Festivalpark          |
| 30 de Maio de 2012  | Yverdon-les-Bains | Suiça            | Sonisphere Festival   |
| 1 de Junho de 2012  | Nuremberg         | Alemanha         | Rock Im Park          |
| 2 de Junho de 2012  | Nurburgring       | Alemanha         | Rock Am Ring          |
| 4 de Junho de 2012  | Helsinki          | Finlândia        | Sonisphere Festival   |
| 6 de Junho de 2012  | Horsens           | Dinamarca        | State Prison Open Air |
| 9 de Junho de 2012  | Donington Park    | Reino Unido      | Download Festival     |
| 10 de Junho de 2012 | Nickelsdorf       | Austria          | Nova Rock Festival    |

## Repertório
- "Enter Sandman"
- "Sad but True"
- "Holier Than Thou"
- "The Unforgiven"
- "Wherever I May Roam"
- "Don't Tread on Me"
- "Through the Never"
- "Nothing Else Matters"
- "Of Wolf and Man"
- "The God That Failed"
- "My Friend of Misery"
- "The Struggle Within"

## Músicos
Banda
- James Hetfield – vocal e guitarra
- Kirk Hammett – guitarra e vocal de apoio
- Lars Ulrich – bateria
- Robert Trujillo – baixo e vocal de apoio

Bandas de abertura
- Gojira (Praga, Belgrado, Paris, Udine, Oslo, Werchter, Horsens)[3]
- Machine Head (Praga, Belgrado, Udine)[4]
- The Kills (Paris)[5]